# Liste von Künstlern der Naiven Kunst
Die Liste von Künstlern der Naiven Kunst enthält die Namen oder Pseudonyme von Künstlern, die im Bereich der Naiven Kunst tätig waren oder sind. Sie erhebt keinen Anspruch auf Vollständigkeit.
Zu den Künstlergemeinschaften zählt die Salzburger Naive.

## Liste

### A
- Jean Abels
- Walenty Adamczyk
- Iracema Arditi (1924–2006), brasilianische Malerin

### B
- Charlotte Bachmann (* 1946), Schweizer Malerin
- Helmut Bachmann (1939–2015), deutsch-schweizerischer Maler
- Marija Balan
- Ilija Bašičević (1895–1972), serbischer Maler
- André Bauchant (1873–1958), französischer Maler
- Castera Bazile
- Enrico Benassi
- Anton Bernhardsgrütter (1925–2015), Schweizer Maler, Zeichner, Lithograf und Autor
- Kateryna Bilokur (1909–1961), ukrainische Künstlerin und Meisterin der bildenden Volksmalerei
- Isydor Blaszczak
- Heinrich Bleiker (1884–1975), Schweizer Maler
- Anselme Boix-Vives
- Camille Bombois (1883–1970), französischer Maler
- Ilija Bosilj
- Anny Boxler (1914–2001), Schweizer Maler
- Janko Brasic
- Oluf Braren (1787–1839), deutscher Maler
- Hakan Brunberg
- Eugen Buktenica
- Erich Bödeker (1904–1971), deutscher Bildhauer

### C
- Valerico Moral Calvo
- Steluca Caran
- Carl-Johann Carlsson
- Wladyslaw Chajec
- Zuzana Chalupová (1925–2001), jugoslawische Malerin
- Florika Chet
- Nicolas Cloes

### D
- Louis Auguste Déchelette (1894–1964), französischer bildender Künstler
- Michel Delacroix (* 1933), französischer Maler
- André Demonchy
- Adolf Dietrich (1877–1957), Schweizer Maler
- Sofia Doklean
- Julia Vankone Dudas (1919–1984)
- Prefete Duffaut
- Ernest Van den Driessche

### E
- Albert Ebert, deutscher Maler, vor allem in der DDR
- Vivian Ellis
- Minna Ennulat
- Jean Eve

### F
- Jean Faucq
- Emerik Fejes

### G
- Katarzyna Gawlowa
- Dragan Gaži
- Ivan Generalić (1914–1992), jugoslawischer Maler
- Aldo Gentili
- Friedrich Gerlach (1856–1938), deutscher Bauingenieur, Baubeamter, Hochschullehrer und Mitglied des Preußischen Abgeordnetenhauses
- Pietro Ghizzardi
- Erich Grams
- Franz Josef Grimmeisen (1921–2020), deutscher Zahnarzt und Amateur-Maler

### H
- Pieter Hagoort
- Willi Hartung (1915–1987), Schweizer Maler
- Josef Hawle (* 1948), deutscher Künstler, Maler und Grafiker
- Krsto Hegedušić
- Herodek (Karol Wojciak)
- Edward Hicks (1780–1849), US-amerikanischer Maler
- Morris Hirshfield (1872–1946), US-amerikanischer Fabrikant und Maler
- Stanislaw Holda
- Pal Homonaj
- Spike Cornelis Houtman
- Karl Hurm (1930–2019), deutscher Maler
- Hector Hyppolite (1894–1948), haitianischer Maler

### I
- Rissa Ixa (* 1946), nigrischer Maler

### K
- John Kane
- Stanislaw Karulak
- Michail Kasialos
- Anna Kiss
- Franz Klekawka
- Maria Kloss (* 1940), deutsche Malerin und Bildhauerin
- Mijo Kovačić
- Susanna Kuratli (1948–2018), Schweizer Kunstmalerin

### L
- Ivan Lacković-Croata
- Dominique Lagru
- Jan Lamecki
- Pawel Leonow
- Anna Lickova
- James Lloyd
- Séraphine Louis (1864–1942), französische Malerin

### M
- Jan Madej
- Ignacy Majerek
- Jan Malik
- Anujka Maran
- Suma Maruki
- Salomon Meijer
- Orneore Metelli
- Jörn Meyer (* 1941), deutscher Maler
- Stanislav Mika
- Manuel García Moia (1936–2023), nicaraguanischer Maler
- Petra Moll (1921–1989), deutsche Kunstmalerin
- Franjo Mraz (1910–1981), jugoslawischer Maler
- Agnes Muthspiel (1914–1966), österreichische Malerin

### N
- Radi Nedeltschew (1938–2022), bulgarischer Maler
- Nikifor (1895–1968), ukrainischer Maler

### O
- Teofil Ociepka (1891–1978), polnischer autodidaktischer Maler, Theosoph

### P
- Niko Pirosmanaschwili (1862–1918), georgischer Kunstmaler
- Mieczyslaw Piwko
- Jan Plaskocinski
- Ewa Pogwizd
- Nello Ponzi
- Silvino Hector da Rosa Pratas
- Ludmila Prochazkova
- Marija Prymatschenko (1909–1997), ukrainische Malerin
- Florika Puja
- Mara Puškarić-Petras (1903–1998), jugoslawische bzw. kroatische Malerin

### R
- Ivan Rabuzin (1921–2008), kroatischer Maler
- Max Raffler (1902–1988), deutscher Maler
- Polina Rajko (1928–2004), ukrainische Malerin
- Rosa Ramalho
- Felix Ramholz
- Rene Rimbert
- Miguel Bagur Rivera
- Henri Rousseau (1844–1910), autodidaktischer französischer Maler
- Wiktor Rysio

### S
- Aloys Sauter
- Shalom von Safed
- Monique Schaar (* 1939), belgische Malerin
- Hanna Schabatura (1914–2004), ukrainische Malerin
- Natalia Schmidtová
- Simon Schwartzenberg
- Veikko Waldemar Siren
- Matija Skurjeni
- Jozef Sobota
- Gottlieb Speiser
- Ondrej Steberl
- Germain Van der Steen
- Emma Stern
- Julian Strek
- András Süli

### T
- Carl Christian Thegen (1883–1955), deutscher Maler
- Abalbert Trillhaase
- Hector Trotin

### U
- Karl Uelliger (1914–1993), Schweizer Maler, Holzschneider und Illustrator

### V
- Gerard Valcin
- Ivan Večenaj
- Christian Vetsch (1912–1996), Schweizer Maler und Vertreter der Appenzeller Bauernmalerei
- Mirko Virius (1889–1943), jugoslawischer Maler
- Louis Vivin (1861–1936), französischer Maler
- Friederike Voigt

### W
- Alfred Wallis (1855–1942), britischer Maler
- Therese Walther-Visino (1898–1981), Malerin in der DDR
- Niklaus Wenk (1913–2013), Vertreter der Appenzeller und Toggenburger Bauernmalerei
- Karl Willam
- Clara Williamson
- Scottie Wilson (um 1890 oder 1891–1972), schottischer Künstler der Art brut
- Josef Wittlich (1903–1982), deutscher Maler

### Y
- Kiyoshi Yamashita
- Panas Yarmolenko (1886–1953), ukrainischer Maler

### Z
- Vaclav Zak
- Adam Zegadlo (1910–1989), polnischer Holzschnitzer